# Distretto di Bulqizë
Il distretto di Bulqizë (in albanese:  Rrethi i Bulqizës) era uno dei 36 distretti amministrativi dell'Albania. Era compreso nella prefettura di Dibër.
La riforma amministrativa del 2015 ha ricompreso il territorio dell'ex distretto nel comune di Bulqizë, accorpando a questo 7 comuni.

## Geografia antropica

### Suddivisioni amministrative
Il distretto comprendeva un comune urbano e 7 comuni rurali.

## Comuni urbani
- Bulqizë

## Comuni rurali
- Fushë Bulqizë
- Gjoricë
- Martanesh
- Ostren
- Shupenzë
- Trebisht
- Zerqan